# كرايغ سيفيز
كرايغ سيفيز (بالإنجليزية: Craig Sives)‏ هو لاعب كرة قدم بريطاني في مركز الدفاع، ولد في 9 أبريل 1986 في إدنبرة في المملكة المتحدة. لعب مع كوين أوف ساوث ونادي بارتيك ثيسل ونادي دندي ونادي شامروك روفرز ونادي كاودينبيث ونادي ليفينغستون وهارت أوف ميدلوثيان.

## وصلات خارجية
- كرايغ سيفيز على موقع قاعدة بيانات كرة القدم.إي يو (الإنجليزية)
- كرايغ سيفيز على موقع Soccerbase.com (لاعب) (الإنجليزية)
- كرايغ سيفيز على موقع Soccerway.com (الإنجليزية)
- كرايغ سيفيز على موقع عالم كرة القدم.نت (الإنجليزية)